# Кем (Подужем'є)
Кем (Подужем'є) (карел. і фін. Kemi, карел. і фін. Poduzhem'ye, рос. Кемь (Подужемье)) — недіючий військовий аеродром, розташований за 16,6 км на південний захід від однойменного міста Кем у Республіці Карелія Російської Федерації. Іменується як Кем.

## Історія аеродрому
Аеродром під час війни використовувався в інтересах військ Карельського фронту. У березні 1944 року на аеродромі базувалися частини оперативної групи 8-го авіаційного корпусу дальньої дії: оперативна група 36-ї авіаційної дивізії дальньої дії та 109-й авіаційний полк дальньої дії на літаках Іл-4.
Бетонна ЗПС аеродрому побудована в 1953 році на підставі плану формування нової системи ППО СРСР для розміщення частин винищувальної авіації ППО. З жовтня 1953 року на аеродром перебазувався 265-й винищувальний авіаційний полк 336-ї винищувальної авіаційної дивізії з аеродрому Румбула на літаках МіГ-15. У 1954 році полк переозброєний на літаки МіГ-17.
З травня 1955 року на аеродром після виконання урядового завдання в Китаї перебазувався 348-й винищувальний авіаційний полк ППО з частинами забезпечення. У 1956 році з-під Чити перебазувалася окрема розвідувальна авіаційна ескадрилья на літаках МіГ-17. У 1965 році полк переозброєний на нові модифікації МіГ-17ПФ, оснащені радіолокаційними прицілами. У 1969 році полк першим у 10-й ОА ППО приступив до перенавчання на надзвуковий винищувач Су-15, а надалі на Су-15ТМ, на якому пролітав до свого розформування у 1994 році.
У період з 1 вересня 1953 по 1 липня 1960 року на аеродромі базувався штаб 336-ї винищувальної авіаційної дивізії.

## Інциденти
Льотчик 265-го вап капітан Босов А. 20 квітня 1978 року на літаку Су-15ТМ підбив південнокорейський пасажирський літак «Боїнг»-707, який випадково порушив державний кордон СРСР, вбивши двох пасажирів та поранивши тринадцятьох. «Боїнг»-707 здійснив аварійну посадку на лід замерзлого озера на Кольському півострові. Вертольоти з аеродрому Кем використовувались для евакуації пасажирів.